# Maison d'Ivrée
La maison d'Ivrée, appelée aussi famille des marquis d'Ivrée, parfois Bourgogne-Ivrée, maison des comtes palatins de Bourgogne ou encore Anscarides (latin : Anscarii), est une famille de seigneurs originaires du comté d'Oscheret du royaume de Bourgogne. De cette famille furent notamment issus pendant plusieurs siècles les comtes de Bourgogne et les rois de Castille.

## Nom
On appelle parfois les membres de la maison d'Ivrée les Anscarides, du nom d'Anschaire Ier d'Ivrée (860-902). Ce dernier émigra à la fin du IXe siècle en Italie, où il fut nommé marquis ou margrave d'Ivrée de l'Empire carolingien dans la région du Piémont, fonction qui fut celle de plusieurs de ses descendants, d'où le nom de la famille.
Néanmoins, le premier membre connu de cette lignée est Amédée d'Oscheret (790-867).

## Histoire

### Roi d'Italie
L'un des marquis d'Ivrée, Bérenger II d'Italie, fils d'Adalbert Ier d'Ivrée et de Gisèle de Frioul (880-910), fille du roi d'Italie Bérenger Ier, parvint à devenir roi d'Italie en 950. Néanmoins, il fut destitué l'année suivante par le roi de Germanie Otton Ier. Essayant en vain de reprendre le pouvoir, Otton le fit enfermer à Bamberg où il mourut en 966.
À la mort d'Otton III, le marquis Arduin d'Ivrée se fit couronner roi d'Italie, le 15 février 1002 en l'église Saint-Michel de Pavie. Cependant, l'empereur Henri II prit la route de l'Italie en mars 1004 et se fit couronner roi d'Italie. Vaincu, après un bref intermède à l'été 1014 pendant lequel il essaya de reprendre son trône, il déposa finalement sa couronne royale sur l'autel du monastère de Fruttuaria qu'il avait comblé de ses bienfaits avant d'y devenir moine et d'y mourir le 14 décembre 1015.

### Comtes de Bourgogne
À la suite de l'éviction de Bérenger II, les membres de la Maison d'Ivrée se fixèrent dans le comté de Bourgogne, dont ils devinrent comtes palatins de Bourgogne. En effet, Otte-Guillaume de Bourgogne, le petit-fils de Bérenger II, devint en 982 le premier comte palatin de Bourgogne de la Maison d'Ivrée.

### Rois de Castille
Une branche cadette de la famille accéda aux trônes de Castille au XIe siècle avec Raymond de Bourgogne (1059-1107), comte de Galice par mariage avec Urraque Ire de Léon (fille du roi de Léon Alphonse VI de Léon). Son fils, Alphonse VII, fut proclamé empereur par les Espagnols. La Maison de Trastamare est issue d'un bâtard de la Maison d'Ivrée en la personne du roi Henri II de Castille. Par la suite, la maison de Trastamare accéda au trône d'Aragon. La lignée agnatique des Anscarides s'éteignit avec Jeanne Ire, mère de l'empereur Charles Quint.

## Membres célèbres de la Maison d'Ivrée

### Italie (marquis d'Ivrée)

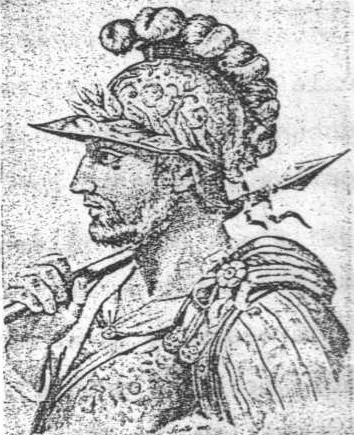
Arduin d'Ivrée (955-1014), roi d'Italie de 1002 à 1004.

- Anschaire Ier d'Ivrée (860-902), comte d'Oscheret, premier marquis d'Ivrée, fils d'Amédée d'Oscheret (790-867), comte d'Oscheret
- Adalbert Ier d'Ivrée (880-923), marquis d'Ivrée, fils du précédent et époux de Gisèle de Frioul, fille du roi Bérenger Ier d'Italie
- Bérenger II d'Italie (900-966), marquis d'Ivrée, roi d'Italie, fils du précédent
- Aubert Ier d'Italie (932/936-971), marquis d'Ivrée, fils du précédent
- Guy d'Ivrée, (933/39-965), marquis d'Ivrée, frère du précédent
- Conrad d'Ivrée (935/940-997/998), marquis d'Ivrée, duque de Spoleto et Camerino, frère du précédent
- ? Arduin d’Ivrée (955-1015), marquis d'Ivrée, roi d'Italie

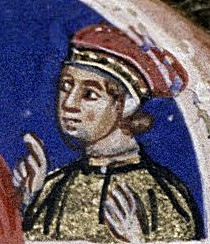
Béatrice Ire de Bourgogne, comtesse de Bourgogne, puis épouse de l'empereur du Saint-empire germanique Frédéric Barberousse.

### Franche-Comté (Comte palatin de Bourgogne)
- Otte-Guillaume de Bourgogne (986-1026) premier comte de Bourgogne, fils du roi Aubert Ier d'Italie, héritier désigné du duché de Bourgogne
- Renaud Ier de Bourgogne (986-1057) comte de Bourgogne, fils du précédent
- Guillaume Ier de Bourgogne (1057-1087) comte de Bourgogne, comte de Mâcon, fils du précédent et père du pape Calixte II (et cousin de Guillaume le Conquérant)
- Gui de Brionne (ou de Bourgogne) (1025-1069), frère du précédent, héritier présomptif du duché de Normandie, cousin de Guillaume le Conquérant
- Renaud II de Bourgogne (1087-1097) comte de Bourgogne, comte de Mâcon, fils du précédent
- Étienne Ier de Bourgogne (1097-1102) comte de Bourgogne, frère du précédent
- Renaud III de Bourgogne (1102-1148) comte de Bourgogne, comte de Mâcon, fils du précédent
- Guillaume II de Bourgogne (1097-1125) dit « l'Allemand », comte de Bourgogne, comte de Mâcon, fils du comte Renaud II
- Guillaume III de Bourgogne (1125-1127) dit « l'Enfant », décédé à 17 ans sans règne ni descendant, fils du précédent
- Béatrice Ire de Bourgogne (1148-1184) impératrice de l'Empire romain germanique par mariage avec Frédéric Barberousse, comtesse de Bourgogne
- Othon IV de Bourgogne (1279-1303) comte de Chalon, comte de Bourgogne
- Jeanne II de Bourgogne (1291-1330), reine de France par son mariage avec Philippe V, comtesse d'Artois, dernière comtesse de Bourgogne de la maison d'Ivrée

### Espagne (Roi de Léon, de Galice, de Castille et d'Aragon)
- Raymond de Bourgogne (1059-1107) comte de Galice par mariage avec Urraque Ire de Léon (fille du Roi Alphonse VI de Léon)
- Voir liste des membres de la Maison d'Ivrée entre Raymond de Bourgogne (1059-1107) et Isabelle la Catholique (1451-1504)
- Isabelle la Catholique (1451-1504) reine de Castille et Léon et d'Aragon, épouse de Ferdinand le Catholique, roi d'Aragon et de Castille
- Jeanne Ire (1479-1555), reine de Castille et Léon, fille du précédent

### France (reines de France)
- Rozala d'Italie (988-992)
- Blanche de Castille (1188-1252), reine de France par mariage avec Louis VIII le Lion et mère de Louis IX (saint Louis)
- Jeanne II de Bourgogne (v. 1291-1330), reine de France par mariage avec Philippe V le Long, comtesse de Bourgogne et d'Artois
- Blanche de Bourgogne (v. 1296-1326), reine de France et de Navarre par mariage avec Charles IV le Bel, sœur de la précédente

### États pontificaux
- Calixte II (1050-1124) 160e pape catholique, instigateur du pèlerinage de Saint-Jacques-de-Compostelle